# Ícone (informática)

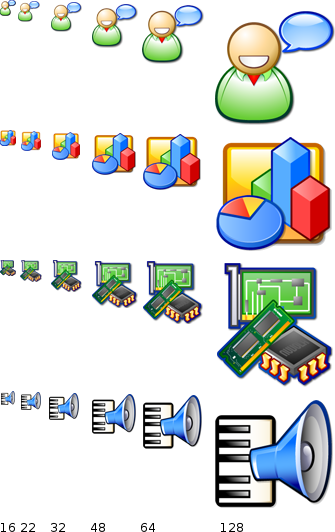
Exemplos de Ícones.

A palavra ícone vem do Grego "eikon" e significa imagem, já na informática ícone é um pequeno símbolo gráfico usado, geralmente, para representar um software ou um atalho para um arquivo específico, aplicação (software) ou diretório (pasta). Os ícones chamaram muita atenção com o surgimento da Interface Gráfica nos primeiros Sistemas Operacionais. Hoje em dia tanto computadores como também vários dispositivos utilizam ícones que facilitam gerenciamento e execução.

## Origem
O ícone surgiu da ideia de indicar rapidamente ao público o que determinada aplicação exerce ou apenas como uma fixação ideológica de sua respectiva marca, ou de seu desenvolvedor.
Muito cedo na história dos Sistemas Operacionais, os ícones passaram a ser utilizados como forma de executar aplicativos a partir da sua Interface Gráfica - ou, dentro de um aplicativo, como forma de inicializar ou executar determinadas tarefas (em contraposição ao que era feito, nos primeiros Sistemas Operacionais, através de ordens mais ou menos complexas digitadas diretamente na Linha de Comando). Assim, ao invés de se digitar uma sequência complexa de caracteres a partir do teclado, bastava "clicar" uma ou duas vezes em determinado ícone a partir do mouse ou de um dispositivo apontador semelhante para se obter um determinado resultado ou ação.
Hoje em dia, os ícones se tornaram uma parte também estética, e além disso estratégica, do software, levando em consideração, exemplos como ícones do MSN Messenger (Microsoft) e Windows Media Player (Microsoft), no QuickTime (Apple) ou em jogos como o famoso título The Sims 2 (Electronic Arts) e Age of Empires (Microsoft).

### Popularização
Apesar de já existirem em versões primevas do sistema operacional Macintosh, a popularização dos ícones se deu com a estreia da versão 3.1 do Windows. Antes disso - no fim dos anos 1980 - a interação com o sistema se dava exclusivamente via texto, sem interface gráfica. Hoje os ícones estão cada vez mais bem produzidos, em 3D e com maior resolução (128x128).

## Aplicativos de criação
Arquivos de extensão .ico são o formato padrão de ícones para diversos sistemas operacionais, estes arquivos apesar de representarem imagens, a maioria dos editores gráficos não consegue editar, converter ou salvar ícones.
- Irfanview é capaz de editar e salvar para o formato de arquivos de ícones do Windows; e
- Axialis Icon Workshop cria e edita arquivos de ícone para Windows e MAC (Macintosh).